# Лафаєтт (Вірджинія)
Лафаєтт (англ. Lafayette) — переписна місцевість (CDP) в США, в окрузі Монтгомері штату Вірджинія. Населення — 429 осіб (2020).

## Географія
Лафаєтт розташований за координатами 37°14′0″ пн. ш. 80°12′17″ зх. д. / 37.23333° пн. ш. 80.20472° зх. д. (37.233435, -80.204625).  За даними Бюро перепису населення США в 2010 році переписна місцевість мала площу 1,72 км², з яких 1,65 км² — суходіл та 0,07 км² — водойми.

## Демографія
Згідно з переписом 2010 року, у переписній місцевості мешкало 449 осіб у 194 домогосподарствах у складі 127 родин. Густота населення становила 261 особа/км².  Було 210 помешкань (122/км²).
Расовий склад населення:
| - 96,7 % — білих - 1,1 % — чорних або афроамериканців |

До двох чи більше рас належало 1,3 %. Частка іспаномовних становила 3,1 % від усіх жителів.
За віковим діапазоном населення розподілялося таким чином: 21,6 % — особи молодші 18 років, 61,9 % — особи у віці 18—64 років, 16,5 % — особи у віці 65 років та старші. Медіана віку мешканця становила 40,1 року. На 100 осіб жіночої статі у переписній місцевості припадало 106,0 чоловіків;  на 100 жінок у віці від 18 років та старших — 105,8 чоловіків також старших 18 років.
Середній дохід на одне домашнє господарство  становив 29 979 доларів США (медіана — 21 778), а середній дохід на одну сім'ю — 40 267 доларів (медіана — 49 792). За межею бідності перебувало 50,0 % осіб, у тому числі 31,8 % дітей у віці до 18 років та 46,9 % осіб у віці 65 років та старших.
Цивільне працевлаштоване населення становило 196 осіб. Основні галузі зайнятості: науковці, спеціалісти, менеджери — 33,2 %, роздрібна торгівля — 30,6 %, транспорт — 25,5 %.